# Галкин, Михаил Владимирович
Михаи́л Влади́мирович Га́лкин  (литературный псевдоним: Го́рев; 10 марта 1885, Санкт-Петербург — 28 марта 1948) — православный священник, духовный писатель и проповедник; с 1918 года активный деятель атеистической пропаганды и антирелигиозный писатель. Автор проекта декрета «Об отделении церкви от государства и школы от церкви» и множества статей и репортажей о его реализации.

## Происхождение

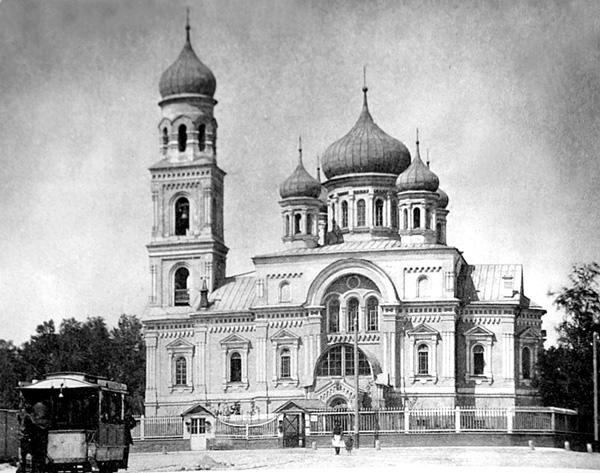
Преображенская церковь в Колтовской слободе, где настоятелями были вначале Владимир Галкин, а затем Михаил Галкин

Михаил родился в Санкт-Петербурге в семье священника. Отец Михаила — Владимир Павлович Галкин родился в Новгородской губернии, окончил Новгородскую духовную семинарию и был рукоположён во диакона, в 1884 году он окончил Санкт-Петербургскую духовную академию и был рукоположён во иерея; в том же году он стал настоятелем в храме Воскресения Христова при Институте принцессы Терезии Ольденбургской (Каменноостровский проспект, дом 36). В 1885 году иерей Владимир Галкин стал настоятелем церкви святых и праведных Захария и Елизаветы при Патриотическом институте. В 1894 году Владимир Галкин стал протоиереем и настоятелем Преображенской Колтовской церкви. С 5 декабря 1907 года Владимир Галкин стал настоятелем церкви Апостола Матфия на Матфеевской улице, он умер утром 24 июля 1915 года по пути в Петроград на пароходе посреди Волги около Нижнего Новгорода.

## Образование и религиозная деятельность
В 1903 году Михаил Галкин окончил полный курс классической Введенской гимназии с серебряной медалью. В том же году он поступил на учёбу в Императорскую Военно-медицинскую академию, но с первого курса был изгнан с формулировкой «как прекративший без уважительных причин держание переводных экзаменов». В августе 1904 года Галкин поступил на юридический факультет Императорского Санкт-Петербургского университета, здесь он посещал лекции лишь полгода. В 1905 году экстерном сдал экзамены в Уфимской духовной семинарии за полный курс обучения, а в 1906 году получил соответствующее свидетельство. 6 апреля 1906 года Галкин был определён на должность священника петербургской домовой церкви Покрова Пресвятой Богородицы при приюте великой княгини Марии Николаевны (Ждановская набережная, дом № 21; ныне Ждановская улица, дом № 8). 29 марта 1906 года подал прошение в Санкт-Петербургский университет об уходе, 8 апреля 1906 года прошение было удовлетворено, и Галкин отчислен из числа студентов университета. 9 апреля 1906 года в Исаакиевском соборе был рукоположён во диакона; 16 апреля 1906 года там же он был рукоположён во священника. 10 сентября 1908 года поступил в Санкт-Петербургскую духовную академию. 25 сентября 1908 года Михаил Галкин допущен к исполнению священнических обязанностей домовой церкви Покрова Пресвятой Богородицы при приюте великой княгини Марии Николаевны, которые он исполнял до 14 октября 1909 года.

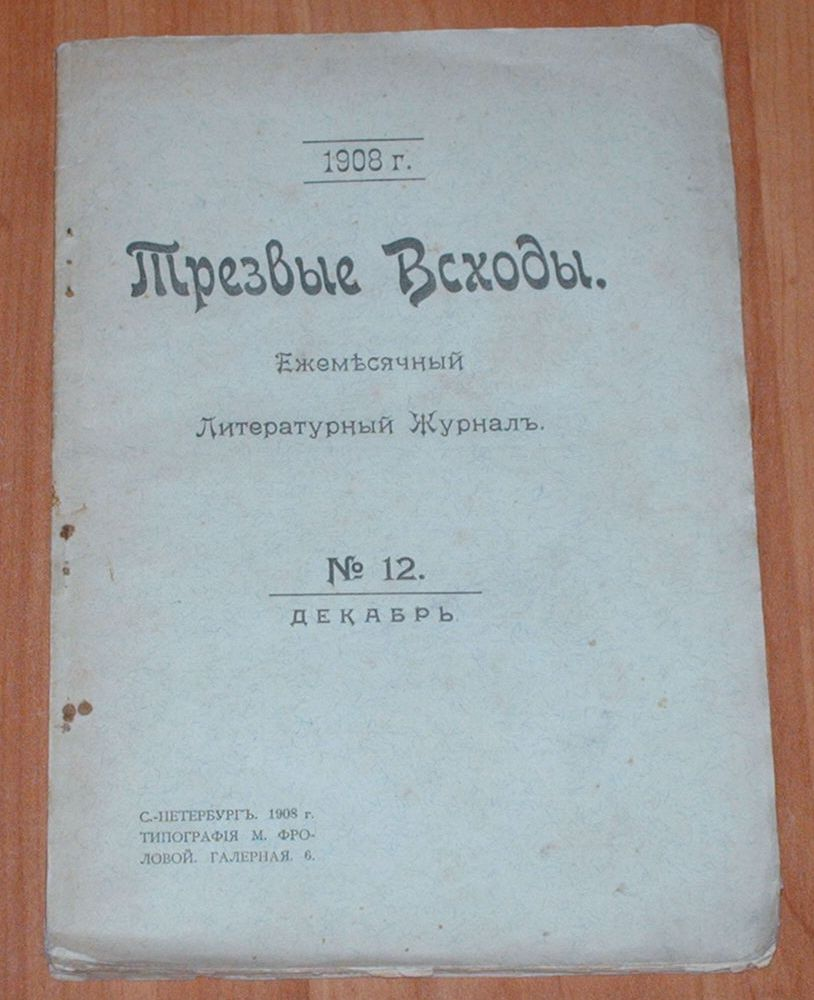
Журнал «Трезвые всходы», декабрь 1908 года

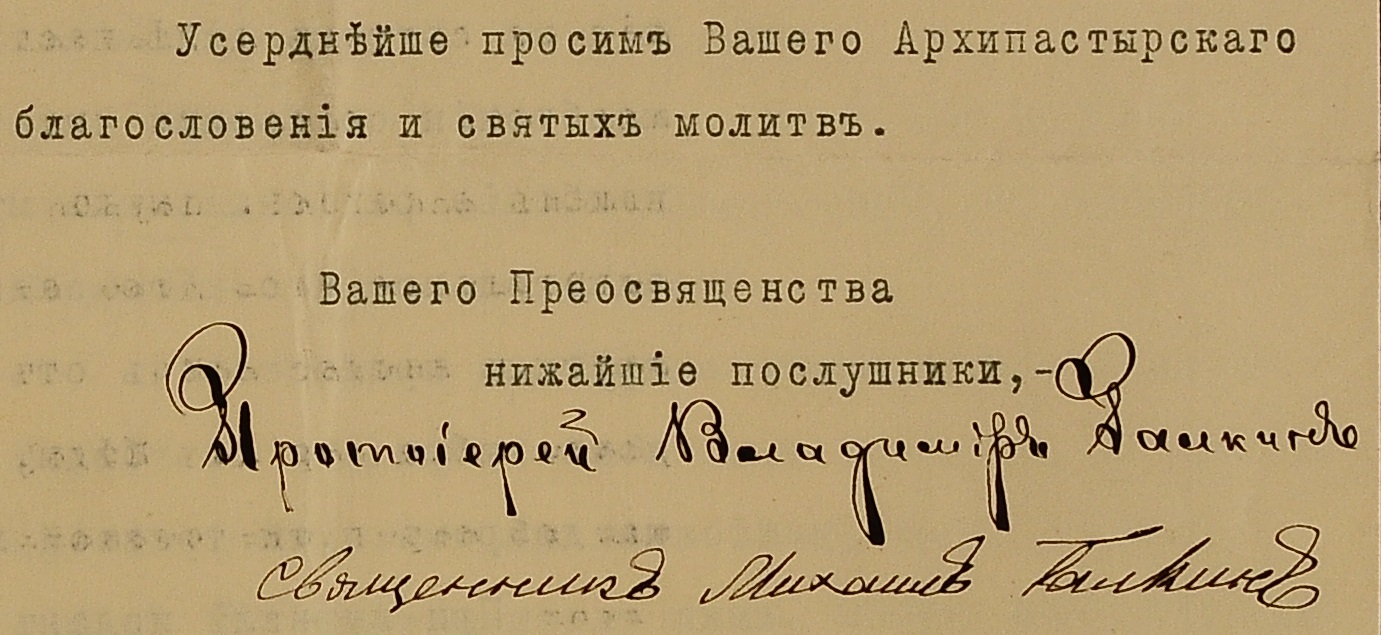
Подписи Владимира и Михаила Галкиных. Письмо к епископу Никону (Рождественскому) 10 апреля 1910 года

В 1908 году протоиерей Владимир Павлович Галкин и его сын иерей Михаил Галкин начали издавать ежемесячный журнал антиалкогольной направленности «Трезвые всходы»; журнал они издавали по 1914 год включительно. В журнале публиковали аналитические материалы, собранные по иностранным источникам, и данные отечественной статистики, связанные с употреблением алкоголя. Помимо журнала, Галкины издавали брошюры как приложение к журналу. Журнал и приложения рассылали подписчикам по территории всей России. Иерей Михаил печатался практически в каждом номере как автор и как переводчик. Он не закончил обучение в духовной академии, а ушёл оттуда с третьего курса. Галкин в это время становится известным духовным писателем. Его книга о подвижниках благочестия XIX века — «На службе Богу», выпущенная в 1905—1906 годах в трёх томах, стала бестселлером. В 1996 году она была переиздана Сретенским монастырём.
6 августа 1911 года Галкин был назначен рядовым священником Преображенской Колтовской церкви, где настоятелем в то время был его отец. В августе 1914 года иерей Михаил обратился с прошением к протопресвитеру Военного и Морского духовенства Георгию Шавельскому о назначении его в действующую армию с сохранением занимаемого им приходского места на всё время военных действий. 15 ноября 1914 года Шавельский издал приказ № 882 об откомандировании священника Михаила Галкина в Сальянский 206-й пехотный полк. «За отлично-усердное исполнение пастырских обязанностей на поле брани под неприятельским огнём» Михаил Галкин был награждён орденом Святой Анны третьей степени с мечами. 22 сентября 1915 года резолюцией митрополита Петроградского и Ладожского Владимира иерей Михаил Галкин был назначен на ставшее вакантным место настоятеля Преображенской Колтовской церкви. Являясь настоятелем, Галкин параллельно руководил Колтовским отделением Всероссийского Александро-Невского братство трезвости, заведовал Колтовской церковно-приходской школой, состоял товарищем председателя Николаевского благотворительного общества попечения бедных, редактировал в 1916 году «Листок Колтовского прихода».

## Изменение мировоззрения и деятельности
Михаил позднее написал, что в это время происходят изменения в его мировоззрении: «Вращаясь в кругу рабочих, среди которых были и социал-демократы, знакомлюсь с классовой борьбой и впервые с Марксом, брошюрами Энгельса, Лафарга и других». В 1917 году иерей Михаил Галкин начал печататься в газете меньшевиков-интернационалистов «Новая жизнь», он руководил в ней «церковным отделом». Михаил Галкин посещал Максима Горького и вёл с ним «беседы на темы о религии, <…> и о развёртывающейся борьбе пролетариата в России, роли в ней церкви». В 1917 году Галкин как редактор-издатель самостоятельно начинает выпускать еженедельную газету «Свободная церковь». Газету вначале издавали в Петрограде, а затем, на период заседаний Поместного собора, выпуск её был перенесён в Москву.
После Октябрьской революции Галкин решил перейти на работу к советской власти. Он написал в своих воспоминаниях: «Тотчас же после октябрьской революции, прочтя в газетах призыв тов. Троцкого к участию к работе с Советской Властью, отправляюсь в Смольный, к тов. Ленину и прошу его бросить меня на работу где-угодно и кем-угодно, в любой канцелярии, брошенной разбежавшейся интеллигенцией. Владимир Ильич, после 10-ти минутной беседы, в которой, как казалось это мне, испытывал мои убеждения, рекомендует от канцелярской работы пока что воздержаться, а лучше написать статью в „Правду“ по вопросу об отделении церкви от государства. Для дальнейшего он направляет меня к В. Д. Бонч-Бруевичу».

## Участие в отделении церкви от государства
Галкин подготовил «черновой набросок проекта» декрета «по разграничению сферы деятельности государства и сферы чисто церковной», включавший такие пункты:
«Религия объявляется частным делом каждого человека. Церковные и религиозные общины объявляются частными союзами совершенно свободно управляющими своими делами … преподавание Закона Божьего … не обязательно … метрикация рождений, браков и смертей передается из распоряжения церквей особым органам государственной власти … Провозглашается действующим в Российской республике вневероисповедное состояние. Учреждается институт гражданских браков (декрет об этом следует в первую очередь)… 7 января 1918 года повсеместно в Российской республике вводится григорианский календарь».
Всего черновой набросок проекта содержал одиннадцать пунктов и семь подпунктов. Практически именно священник Михаил Галкин подготовил проект Декрета об отделении церкви от государства и школы от церкви.
В сопроводительном письме к тексту статьи, направленном в адрес Совнаркома, Галкин подчеркивал: «Статью можно напечатать или под инициалами „М. Г.“ или за моей полной подписью ― священник „Мих. Галкин“, но в этом последнем случае только тогда, если призовете меня к работе в Ваших рядах, так как Вам должно быть понятно, что оставаться после напечатания этой статьи среди фанатичной, почти языческой массы, мне не представляется более ни одного дня».
27 ноября 1917 года Совнарком, ознакомившись с текстом письма «священника Галкина с предложением своих услуг Совету Народных Комиссаров в области отделения церкви от Государства и в ряде других областей с приложением статьи для газеты», принял решение (протокол № 12. пункт 7):
«письмо <…> передать в Правду для напечатания его с иниц. Галкина. Поручить <…> разсмотреть письмо и статью свящ. Галкина, вызвать Галкина для переговоров и дать в Сов. Нар. Ком. свое мнение о возможности привлечения свящ. Галкина к активной деятельности и на какой пост».
Появление статьи стало сенсацией и произвело на церковные круги ошеломляющее действие. Петроградская епархиальная власть была озабочена розыском автора данной статьи. Его почти нашли. На понедельник 11 декабря священника Галкина вызывал для переговоров епископ Лужский, викарий Петроградской епархии Артемий.
В это время Галкин в Петрограде на свои средства начал издавать внепартийную епархиальную газету «Знамя Христа» — вместо газеты «Свободная церковь». Газета «Знамя Христа» стала на короткое время рупором той части духовенства, которая хотела отделения церкви от государства.
11 декабря 1917 года на заседании Совнаркома было создана специальная комиссия, которая должна «выработать общий план действий» для «ускорения» вопроса об отделении церкви от государства. В комиссию вошли Анатолий Луначарский, Пётр Стучка, Пётр Красиков, Михаил Рейснер и священник Галкин.
В середине апреля 1918 года при наркомате юстиции РСФСР была создана специальная междуведомственная комиссия, имевшая целью разработать текст инструкции по проведению в жизнь декрета об отделении церкви от государства и школы от церкви.
В состав Комиссии вошли отдельные члены правительства и юристы. Планировалось, что в заседаниях комиссии примут участие представители различных религиозных объединений, как христианских, так и нехристианских. По настоятельной рекомендации члена Комиссии Владимира Бонч-Бруевича, междуведомственная комиссия приняла решение привлечь к своей работе и М. В. Галкина. Однако 8 мая 1918 года Совнарком упразднил междуведомственную комиссию, а вместо неё при наркомюсте, в его структуре, создал специальный отдел по проведению в жизнь декрета об отделении церкви от государства и школы от церкви. Отдел возглавил заместитель наркома юстиции Пётр Красиков. Отделу был присвоен порядковый номер VIII, и он получил название «ликвидационный», в 1922—1924 годах отдел был переименован в V-й «культовый». Задачей отдела было обеспечение «ликвидации» административно-управленческих иерархических церковных структур. Кроме того, VIII отдел обязан был помогать соответствующим ведомствам в «пресечении контрреволюционной деятельности религиозных объединений».

## Атеизм
К лету 1918 года Галкин переехал в Москву. 1 июня 1918 года назначен «экспертом» VIII отдела.
15 июля 1918 года Михаил Галкин официально отрёкся от священнического сана.
В конце 1918 года Михаил Владимирович подал заявление о вступлении в РКП(б), 1 января 1919 года принят в члены РКП(б).
С 1918 по 1922 год Галкин служил в VIII отделе Наркомюста, сначала в качестве рядового «эксперта»; позже — заместителя заведующего отделом.
11 апреля 1919 года участвовал во вскрытии раки с мощами Сергия Радонежского и подписал протокол вскрытия как делегат наркомата юстиции.
Галкин и Красиков в 1919 году стали инициаторами создания ежемесячного журнала «Революция и церковь», Красиков был ответственным редактором этого журнала, Галкин — соредактор журнала. Галкин опубликовал многие свои статьи на страницах журнала: «Коммунизм и религиозные обряды», «Троицкая лавра и Сергий Радонежский», «На „вскрытии“», «Акты состояния». В 1919—1920 годах руководство VIII отдела наркомюста выступило инициатором кампании по вскрытию мощей православных святых с последующим прекращением доступа к ним со стороны верующих. Повышенную инициативность в этом деле проявил Галкин. В начале сентября 1919 года, выступая перед населением с лекцией «О коммунизме и религии», вместе с Красиковым он предложил изъять у Церкви все мощи и собрать их в особом музее. 9 августа 1920 года патриарх Тихон обратился с письмами к председателю Совнаркома Ленину и председателю ВЦИК Михаилу Калинину, в которых он персонально упомянул фамилию Галкина среди тех сотрудников VIII отдела наркомюста, которые своими действиями «явно увлекают РСФСР на тернистый путь гонения религий со стороны Государства и стеснения свободы совести». Нарком юстиции Дмитрий Курский в тексте служебной характеристики М. В. Галкина от 19 января 1921 года после слов «Незаменим для работы в области проведения декрета отделения церкви от государства» сделал пометку: «Требует руководства».

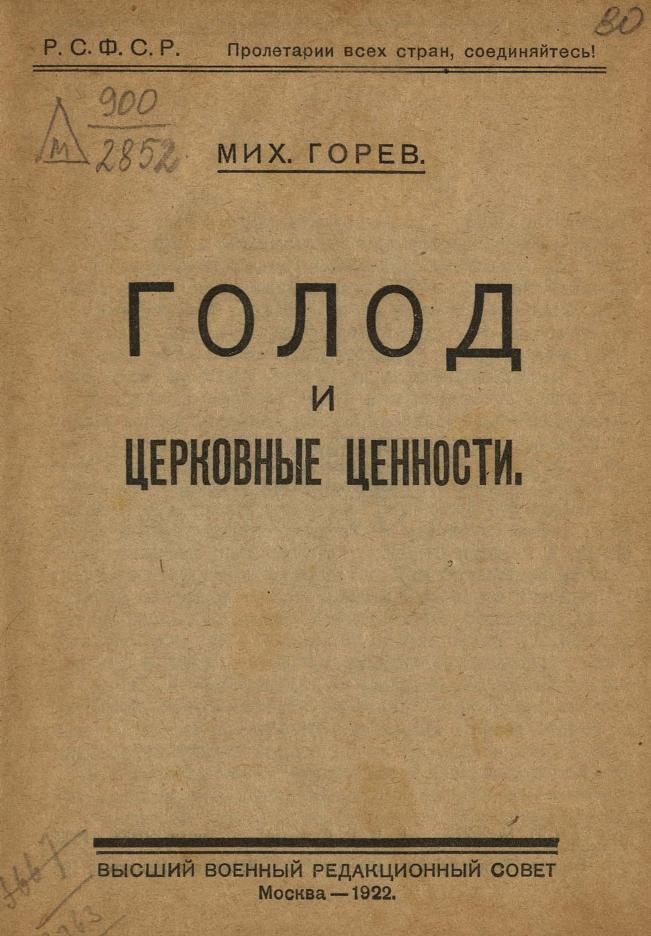
Книга «Голод и церковные ценности», 1922 год

С марта 1922 года Галкин принимал участие в работе «комиссии по учёту и сосредоточению ценностей» во главе со Львом Троцким. 11 марта Политбюро ЦК РКП(б) издало постановление, вводящее Галкина в состав комиссии по изъятию ценностей из московских церквей («Комиссии по изъятию ценностей по Московской губернии»). С 20 марта Галкин входил в состав т. н. «литературной комиссии» при Бюро ЦКИЦЦ. Галкин вместе с Красиковым по поручению «Комиссии при Агит-Отделе Ц. К. по вопросу о листовках и брошюрах по кампании изъятия ценностей церквей» участвовал в работе «редакционной тройки». Весной — летом 1922 года ГПУ привлекло Галкина «в качестве консультанта» к процессу подготовки и организации раскола в рядах Православной церкви. 18 мая руководство ГПУ направило письмо Троцкому с просьбой разрешить использование Галкина «в качестве консультанта по духовным делам». 29 мая Оргбюро ЦК РКП(б), заслушав вопрос «О работе т. Горева-Галкина», приняло решение: «Не возражать против совмещения работы т. Горева-Галкина у т. Троцкого с работой в СО (Секретном отделе) ГПУ в качестве консультанта по делам о духовенстве». Начальник VI отделения СО ГПУ Евгений Тучков в рапорте 24 июля на имя начальника СО ГПУ Тимофея Самсонова упомянул, что обновленческое Высшее церковное управление по делам Православной Российской Церкви действует в соответствии с директивами Галкина. С июня по ноябрь 1922 года издавалась газета (а до сентября и одноимённый журнал) под общим названием «Наука и религия», ответственным редактором которых был Галкин; эти издания должны были способствовать внесению раскола в ряды православного духовенства. С начала 1920-х годов Галкин входил в число партийных работников, взятых на номенклатурный учёт ЦК РКП(б). До 1926 года Михаил Галкин-Горин вёл активную агитационно-пропагандистскую работу в системе «Безбожника», по июнь 1926 года он занимал должность заместителя председателя исполнительного бюро Центрального совета Союз воинствующих безбожников СССР, получая высокую оценку руководства. Однако с осени 1925 года по весну 1926 года Галкин оказался втянутым в конфликт внутри руководства Союза воинствующих безбожников. В апреле 1926 года Горев (Галкин) написал заявление об увольнении. Исполнительное бюро Центрального совета СБ на заседании 1 апреля 1926 года под давлением Емельяна Ярославского приняло решение: «освободить т. Горева от обязанностей За[м]. Пред. Исполбюро и вообще от всякой штатной работы в Центральном Совете С. Б. СССР». После этого Горев попытался найти поддержку у руководства большевистской партии, но безуспешно.

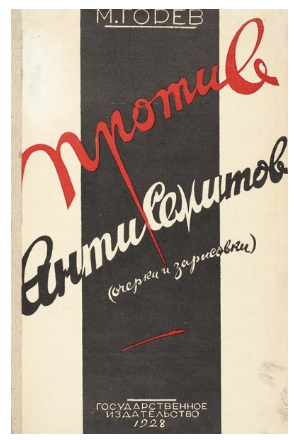
Книга «Против антисемитов. Очерки и зарисовки». Издана в Москве — Ленинграде Госиздатом в 1928 году

С июля 1926 года по март 1928 года Галкин в качестве заведующего отвечал за работу отдела партийной жизни «Рабочей газеты» (Москва). Весной 1928 года Галкин уехал на постоянное место жительства на Украину. С марта 1928 года по июль 1931 года он исполнял обязанности «пропагандиста-антирелигиозника» в структурах «Союза горнорабочих» в городах Горловке и Артемовске. С июля 1931 года по июль 1933 года Галкин занимал должность заведующего сектором кадров Всеукраинского отраслевого объединения оптово-розничной торговли книгами и культтоварами в городе Харькове. С лета 1933 года Галкин перешёл на преподавательскую работу в вузах города Харькова: с августа 1933 года по январь 1935 года Галкин заведовал «социал-экономической» кафедрой в «Инфизкульте»; с января 1935 года по январь 1937 года он профессор и председатель методического совета профессоров в Харьковском институте механизации и электрификации сельского хозяйства. 7 февраля 1935 года Октябрьский райком города Харькова принял решение считать М. В. Галкина «механически выбывшим» из числа членов ВКП(б); вероятно, речь шла о утрате партбилета). В партийных рядах он был восстановлен с перерывом партийного стажа, постановлением Партколлегии ЦКК при ЦК ВКП(б) только 22 августа 1938 года с одновременным наложением строгого выговора за небрежное хранение партийных документов. В годы Великой Отечественной войны Галкин находился в эвакуации в Новосибирске, заведовал кафедрой марксизма-ленинизма в Новосибирском институте инженеров геодезии, аэрофотосъемки и картографии, а также занимался руководящей работой в местном Союзе безбожников.
Умер 28 марта 1948 года.

## Сочинения
Галкин был плодовитым писателем; перечень его книг и брошюр в РНБ составляет 58 пунктов.
- Доброе слово; Спят: [Рассказы] / СПб.: Типо-лит. М. П. Фроловой, 1905. — 9 с. — (Духовная нар. б-ка . Сер. 1. По струнам сердца; № 3)
- Казнь : [Рассказ] — СПб.: Тип. М. Фроловой, 1907. — 8 с.
- Катина жизнь : [Рассказ — СПб.: Журн. «Трезвые всходы», 1914. — 28 с. — (Б-ка «Трезвых всходов»; № 26).
- Открытое письмо православному духовенству — СПб.: Ред. журн. «Трезвые всходы»,
- Топор художника : [Рассказ] — СПб.: Журн. «Трезвые всходы», 1914. — 8 с. — (Б-ка «Трезвых всходов»; № 31)
- Проснулась : Рассказ — [СПб.]: Тип. Алекс-Невск. об-ва трезвости, [1910]. — 4 с. — (Б-ка «Трезвой жизни»; № 197)
- Писатель : Очерк М. Горева. — [СПб.]: Тип. Алекс.-Невск. об-ва трезвости, [1910]. — 4 с. — (Б-ка «Трезвой жизни»; № 199)
- На постоялом дворе : [Рассказ] — 2-е изд. — СПб.: Журн. «Трезвые всходы», 1910. — 32 с. — (Б-ка «Трезвых всходов»; № 3)
- Во имя матери : [Рассказ] — СПб.: Алекс.-Невск. об-во трезвости, 1907. — 42 с. — (Б-ка «Трезвой жизни»)
- Счастье — 2-е изд. — СПб.: Журн. «Трезвые всходы», 1910. — 16 с. — (Б-ка «Трезвых всходов»; № 13)
- Слепцы — СПб.: Журн. «Трезвые всходы», 1913. — 8 с. — (Б-ка «Трезвых всходов»; № 19)
- Петроградский Спасо-Преображенский Колтовской приход в 1915 году — Пг.: Тип. З. Л. Соколинского, 1916. — 123 с.
- Кабатчик : [Рассказ] — СПб.: Журн. «Трезвые всходы», 1914. — 7 с — (Б-ка «Трезвых всходов»; № 28)
- Школа спасла : [Рассказ] — СПб.: Журн. «Трезвые всходы», 1914. — 16 с. — (Б-ка «Трезвых всходов»; № 33)
- Святая душа : [Рассказ] — 4-е изд. — СПб.: Алекс.-Невск. об-во трезвости, 1909. — 16 с. — (Б-ка «Трезвой жизни»)
- Алкоголь, школа и женщина — СПб.: Журн. «Трезвые всходы», 1914. — 8 с. — (Б-ка «Трезвых всходов»; № 34)
- Кто победил русских? — СПб.: Типо-лит. М. П. Фроловой, 1905. — 4 с. — (Духовная нар. б-ка . Сер. 1. По струнам сердца; № 1)
- На службе Богу : (Очерки и рассказы из жизни рус. подвижников XIX столетия). [Ч.] 1—3. — СПб.: Алекс.-Невск. об-во трезвости, 1905—1906. — 3 т.
- Меня не забудь; Кого не забыли?: Рассказы — СПб.: Типо-лит. М. П. Фроловой, 1905. — 8 с. — (Духовная нар. б-ка . Сер. 1. По струнам сердца; № 2)
- Призадумайтесь : [О вреде алкоголя] — 4-е изд. — СПб.: Журн. «Трезвые всходы», 1914. — 8 с. — (Б-ка «Трезвых всходов»; № 2)
- За Христа и за церковь : (перераб. с англ. по рассказу Шельдона) — СПб.: Типо-лит. М. П. Фроловой, 1905. — [1], 72 с.
- Проснулась : (из жизни одной курсистки-социалистки) — СПб.: Типо-лит. М. П. Фроловой, 1907. — 16 с. — (Духовная нар. б-ка . Сер. 1. По струнам сердца; № 6)
- Социалист : [Рассказ] — Тверь: Власьев. об-во трезвости, 1911. — 28 с.
- Митрополит Антоний : [Ум.] 2 ноября 1912 г. — СПб.: Журн. «Приход. священник», 1913. — 128 с.
- Акты состояния // Журнал «Революция и церковь». — 1919. — № 2. — С. 5—9.
- По поводу одной делегации // Журнал «Революция и церковь». — 1919. — № 2. — С. 25—31.
- Вскрытие мощей Тихона Задонского и Митрофана Воронежского // Журнал «Революция и церковь». — 1919. — № 2. — С. 9—23.
- На вскрытии [мощей Сергия Радонежского] : впечатления очевидца // Журнал «Революция и церковь». — 1919. — № 6—8. — С. 50—58.
- Засуха. — М.: Гос. изд-во, 1921.
- Голод и церковные ценности — М. : Высш. воен. ред. совет, 1922. — 32 с.
- Материалы для агитаторов по вопросу об изъятии церковных ценностей для голодных / Гл. полит.-просвет. ком. республики. — М., [1922]. — 17, [2] с.
- Церковные богатства и голод в России. — М.: ГИЗ, 1922.
- Карловицкий собор. — М.: Наука и религия, 1922.
- Святые угодники [Текст] — М.: Безбожник, 1925. — 24 с.
- Агроном приехал : из жизни поволж. деревни — Л.: Мол. гвардия, 1925. — 48, [1] с.
- Гапон и 9 января. — М.: Безбожник, 1926.
- … Последний святой : последние дни Романовской церкви. Канонизационный процесс Иоанна Тобольского 22 мая 1914 г. — 8 апреля 1917 г. : по архивным материалам. — М.; Л.: Гос. изд-во, 1928. — 280 с.
- Против антисемитов : очерки и зарисовки — М.; Л.: Гос. изд-во, 1928. — 183 с.
- … Тезисы для антирелигиозного доклада среди рабочих. — [Харьков] : Украінський робітник, 1930. — 30, [2] с.
- На службе Богу — [Факс. изд.]. — М.: Изд-во Срет. монастыря, 1996.